# Liberiusz Maksymus
Lucjusz Liberiusz Maksymus był prokuratorem Judei, gdy legatem tej prowincji był Sekstus Lucyliusz Bassus (71-73/74).
Po upadku powstania żydowskiego Judea była prowincją całkowicie oddzieloną od Syrii (provincia imperialis) i stanowiła własność dynastii cesarskiej. Zarządcą jej był legat cesarza. Temu podlegał jeszcze prokurator, który zajmował się przede wszystkim sprawami finansowymi. Z prowincji tej cesarz ciągnął zyski dla siebie, ale także musiał pokrywać koszty (np. wojskowe) z własnej szkatuły. Liberius Maximus jest uważany za tego samego, co wymieniony w pewnym napisie łacińskim L. Laberius Maximus. Był administratorem finansowym tej prowincji.
W 83 był tylko przez miesiąc (od 9 czerwca do 9 lipca) Praefectus Alexandreae et Aegypti. W 84 został mianowany przez cesarza Domicjana prefektem pretorianów.
Liberiusz Maksymus urodził się w Lanuvio. Jego synem był Manius Laberius Maximus, znaczący senator i wojskowy za panowania cesarzy Domicjana i Trajana.